# Errol Daniels
Errol Daniels   (Guácimo Canton, 17 de maig de 1944) fou un futbolista costa-riqueny de la dècada de 1960.
Fou 18 cops internacional amb la selecció de Costa Rica.
Pel que fa a clubs, destacà a Alajuelense i Puntarenas.